# Taça de Macau 2024
Der Taça de Macau 2024 war ein K.-o.-Fußballwettbewerb in Macau. Organisiert wurde der Wettbewerb von der Macau Football Association. Es nahmen neun Vereine an dem Wettbewerb teil. Der Wettbewerb begann am 10. Juli 2024 und endete mit dem Finale am 10. August 2024. Titelverteidiger war CD Monte Carlo.

## Termine
| Runde            | Datum                       |
| ---------------- | --------------------------- |
| Vorrunde         | 10. Juli 2024               |
| Viertelfinale    | 24. Juli 2024 31. Juli 2024 |
| Halbfinale       | 7. August 2024              |
| Spiel um Platz 3 | 10. August 2024             |
| Finale           | 10. August 2024             |

## Vorrunde
| Datum         |            | Ergebnis |                         |
| ------------- | ---------- | -------- | ----------------------- |
| 10. Juli 2024 | Gala FC    | 2:0      | CD Monte Carlo          |
| 10. Juli 2024 | CD Lün Lók | 4:3      | Sporting Clube de Macau |

## Viertelfinale
| Datum         |                       | Ergebnis |               |
| ------------- | --------------------- | -------- | ------------- |
| 24. Juli 2024 | Chao Pak Kei          | 13:0     | Tak Chun Ka I |
| 24. Juli 2024 | Gala FC               | 3:01     | Hang Sai SC   |
| 31. Juli 2024 | Benfica de Macau      | 3:1      | CD Lün Lók    |
| 31. Juli 2024 | Universidade de Macau | 0:1      | Cheng Fung    |

1 Der Hang Sai SC trat nicht an. Das Spiel wurde mit 3:0 für den Gala FC gewertet.

## Halbfinale
| Datum          |                  | Ergebnis        |            |
| -------------- | ---------------- | --------------- | ---------- |
| 7. August 2024 | Chao Pak Kei     | 2:2 (4:5 i. E.) | Gala FC    |
| 7. August 2024 | Benfica de Macau | 3:1             | Cheng Fung |

## Spiel um Platz 3
| Datum           |              | Ergebnis |            |
| --------------- | ------------ | -------- | ---------- |
| 10. August 2024 | Chao Pak Kei | 5:0      | Cheng Fung |

## Finale
| Datum           |         | Ergebnis |                  |
| --------------- | ------- | -------- | ---------------- |
| 10. August 2024 | Gala FC | 2:0      | Benfica de Macau |

| Paarung  | Gala FC – Benfica de Macau                                   |
| Ergebnis | 2:0 (0:0)                                                    |
| Datum    | 10. August 2024                                              |
| Stadion  | Stadion Canidrome Macau, Nossa Senhora de Fátima             |
| Tore     | 1:0 William Carlos Gomes (51.) 2:0 Ho Ka Seng (61. Elfmeter) |